# Ctenusa seriopuncta
Ctenusa seriopuncta är en fjärilsart som beskrevs av George Francis Hampson 1916. Ctenusa seriopuncta ingår i släktet Ctenusa och familjen nattflyn. Inga underarter finns listade i Catalogue of Life.